# Stadio Luso Brasileiro
Lo stadio Luso Brasileiro (port. Estádio Luso Brasileiro ) o Ilha do Urubu, precedentemente noto come Arena Petrobras, Arena Botafogo e stadio da Ilha do Governado, è uno stadio di Rio de Janeiro, in Brasile.
Lo stadio può contenere 20.113 persone ed è di proprietà del Portuguesa-RJ.